# Норберто Мендес
Норберто Мендес (ісп. Norberto Méndez, 5 січня 1923, Буенос-Айрес — 22 червня 1998, Буенос-Айрес) — аргентинський футболіст, що грав на позиції нападника, зокрема за клуби «Уракан» та «Расінг» (Авельянеда), а також національну збірну Аргентини. У складі останньої — один з найкращих бомбардирів другої половини 1940-х і триразовий переможець чемпіонату Південної Америки.
Найкращий бомбардир в історії чемпіонатів Південної Америки / Копа Америка з 17-ма забитими голами (стільки ж забивав лише бразилець Зізінью).

## Клубна кар'єра
У дорослому футболі дебютував 1940 року виступами за команду «Уракан», в якій провів сім сезонів, взявши участь у 177 матчах чемпіонату. Більшість часу, проведеного у складі «Уракана», був основним гравцем атакувальної ланки команди, відзначившись 67 забитими голами.
1948 року продовжив виступи у складі «Расінга» (Авельянеда), кольори якого також захищав протягом семи сезонів. Тричі поспіль, з 1949 по 1951 рік ставав у складі «Расінга» чемпіоном Аргентини.
Згодом провів два сезони іграми за «Тігре», а завершував ігрову кар'єру в рідному «Уракані», до якого досвідчений нападник повернувся 1957 року і де грав протягом двох років.

## Виступи за збірну
1945 року дебютував в офіційних матчах у складі національної збірної Аргентини. Став із 6-ма забитими голами найкращим бомбардиром тогорічного чемпіонату Південної Америки, що проходив у Чилі і де аргентинці здобули свій сьомий титул найсильнішої збірної континенту.
На наступних двох чемпіонатах Південної Америки — домашньому 1946 року та 1947 року в Еквадорі — також був найкращим голеодором аргентинців, забивши відповідно 5 і 6 голів за турнір і допомігши їм здобути відповідну другу і третю перемоги на континентальних першостях поспіль. За загальною кількістю голів в рамках футбольних першостей Південної Америки (17) ділить з бразильцем Зізінью титул найуспішнішого бомбардира в історії цього змагання.
Згодом продовжував викликатися до лав національної команди до 1956 року, довівши кількість матчів у її складі до 31, проте забитими м'ячами не відзначався.
Помер 22 червня 1998 року на 76-му році життя в Буенос-Айресі.

## Титули і досягнення
- Переможець чемпіонату Південної Америки (3):

Аргентина: 1945, 1946, 1947
- Чемпіон Аргентини (3):

«Расінг» (Авельянеда): 1949, 1950, 1951